# Hermann Ludwig (Chemiker)
Hermann Johann Friedrich Ludwig (* 12. August 1819 in Greussen; † 7. Januar 1873 in Jena) war ein deutscher Chemiker. Er war von 1854 bis zu seinem Tod 1873 außerordentlicher Professor für Chemie an der Universität Jena.

## Leben

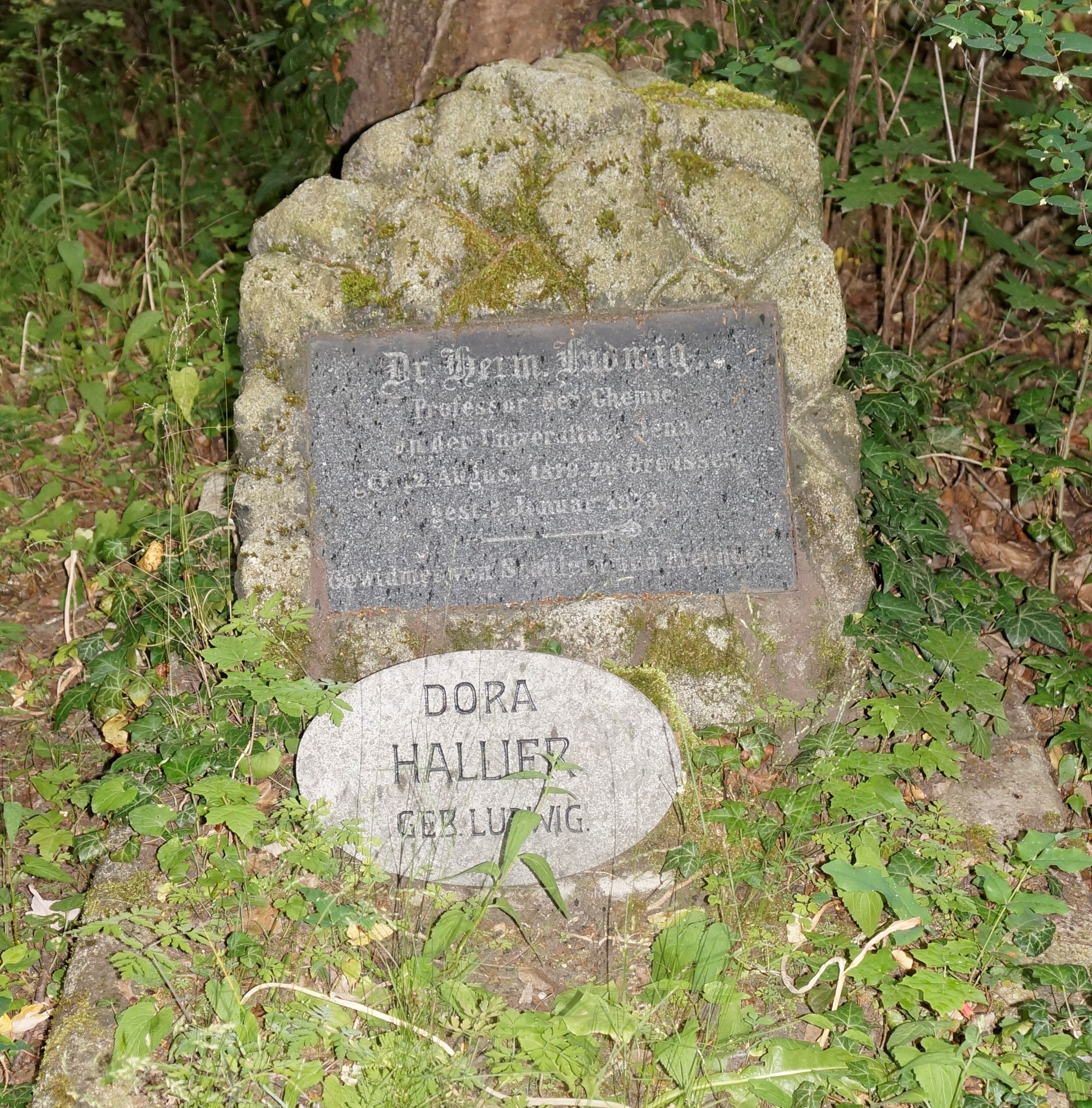
Grab von Hermann Ludwig und Dora Hallier, geborene Ludwig, auf dem Johannisfriedhof in Jena

Hermann Ludwig war Assistent von Heinrich Wackenroder und forschte mit diesem zusammen an der Pentathionsäure. Vom Herbst 1847 bis Herbst 1854 war Ludwig zudem Lehrkraft agrikultur- und techno-chemischer Gebiete am landwirtschaftlichen Institut von Friedrich G. Schulze. Nach Wackenroders Tod 1854 übernahm Ludwig die Leitung des chemisch-pharmazeutischen Instituts in Jena, wo er Vorlesungen über „Pharmacie, Phytochemie und chemische Pharmakognosie, Zoochemie und polizei-gerichtliche Chemie“ hielt. Darüber hinaus war er „Revisor der Apotheken im Grossherzogtum Sachsen-Weimar-Eisenach, ausserordentliches Mitglied der Grossherzoglichen Medicinalcommission für chemische und pharmaceutische Angelegenheiten und Mitglied des Apothekervereins in Norddeutschland“. 1863 trat er in die Redaktion der Zeitschrift Archiv für Pharmazie ein.

## Publikationen (Auswahl)
In zahlreichen Publikationen beschäftigte sich Ludwig sowohl mit Themen aus der Naturstoffchemie und Pharmazie, als auch aus der Organischen,  Anorganischen und Analytischen Chemie.
Ausgewählte Publikationen von Hermann Ludwig:
- Ueber die Bestandtheile des Lactucariums. In: Archiv der Pharmazie. Band 100, Nr. 2, 1847, S. 129–140, doi:10.1002/ardp.18471000202.
- Grundzüge der analytischen Chemie unorganischer Substanzen: Zum Gebrauche in landwirthschaftlich-chemischen Laboratorien. Verlag von Carl Doebereiner, Jena 1851.
- Spiritus Bohemi, Zahnschmerz-Vertreibungs - Tinctur des Tabacksfabrikanten Franz Cardini in Frankfurt am Main. In: Archiv der Pharmazie. Band 130, Nr. 2, 1854, S. 145–148, doi:10.1002/ardp.18541300207.
- Ueber Hahnemann's Causticum. In: Archiv der Pharmazie. Band 130, Nr. 3, 1854, ISSN 0365-6233, S. 275–280, doi:10.1002/ardp.18541300304 (wiley.com).
- Analyse eines Speichelsteins. In: Archiv der Pharmazie. Band 134, Nr. 1, 1855, S. 2–7, doi:10.1002/ardp.18551340103.
- Ueber Dichtigkeit der Leicht- und Schwermetalle und ihrer Oxyde. In: Archiv der Pharmazie. Band 132, Nr. 3, 1855, S. 264–266, doi:10.1002/ardp.18551320304.
- Einwirkung verdünnter Säuren auf eine Reihe von Bitterstoffen. In: Archiv der Pharmazie. Band 132, Nr. 2, 1855, S. 138–140, doi:10.1002/ardp.18551320207.
- Analyse der Tennstädter kalten Schwefelquelle. In: Archiv der Pharmazie. Band 143, Nr. 2, 1858, S. 129–146, doi:10.1002/ardp.18581430202.
- Einige Beobachtungen über Arsen und Verbindungen desselben. In: Archiv der Pharmazie. Band 147, Nr. 1, 1859, S. 23–38, doi:10.1002/ardp.18591470104.
- Die natürlichen Wässer In ihren chemischen Beziehungen zu Luft und Gesteinen. Ferdinand Enke, Erlangen 1862.
- Ueber die Bestandtheile des rothen Fingerhuts. In: Archiv der Pharmazie. Band 194, Nr. 1, 1870, S. 22–70, doi:10.1002/ardp.18701940106.
- Ueber die Verunreinigungen der Arzneimittel. (Vortrag). In: Archiv der Pharmazie. Band 182, Nr. 3, 1867, S. 259–277, doi:10.1002/ardp.18671820307.
- Ueber das Rhinanthin. In: Archiv der Pharmazie. Band 192, Nr. 3, 1870, S. 199–215, doi:10.1002/ardp.18701920304.
- I. Chemie und Pharmacie. Ueber die Prüfung fetter Oele. In: Archiv der Pharmazie. Band 201, Nr. 1, 1872, S. 1–33, doi:10.1002/ardp.18722010102.